# Верхняя Алапаиха
Верхняя Алапаиха — деревня в муниципальном образовании город Алапаевск Свердловской области России.

## Географическое положение
Верхняя Алапаиха расположена в 9 километрах (по автодороге в 10 километрах) к западу от административного центра — города Алапаевска, на левом берегу реки Алапаихи (левого притока Нейвы), ниже её левого притока — реки Путишны. К северу от деревни проходит ветка Нижний Тагил — Алапаевск — Каменск-Уральский Свердловской железной дороги. Около Верхней Алапаихи, менее чем в одном километре, расположен остановочный пункт 113 км. Входит в состав Западного сельсовета.

## Крестовоздвиженская церковь
К 1900 году в деревне имелась часовня в честь Вознесения Господня. А в 1913 году была освящена в честь Воздвижения Креста Господня деревянная однопрестольная церковь. Храм был закрыт в 1930-е годы.

## Школа
В 1896 году в деревне была основана смешанная школа грамоты, которая располагалась в собственном здании.

## Население
| 2002 | 2010 |
| ---- | ---- |
| 35   | ↘15  |